# Dělnická tělocvičná jednota

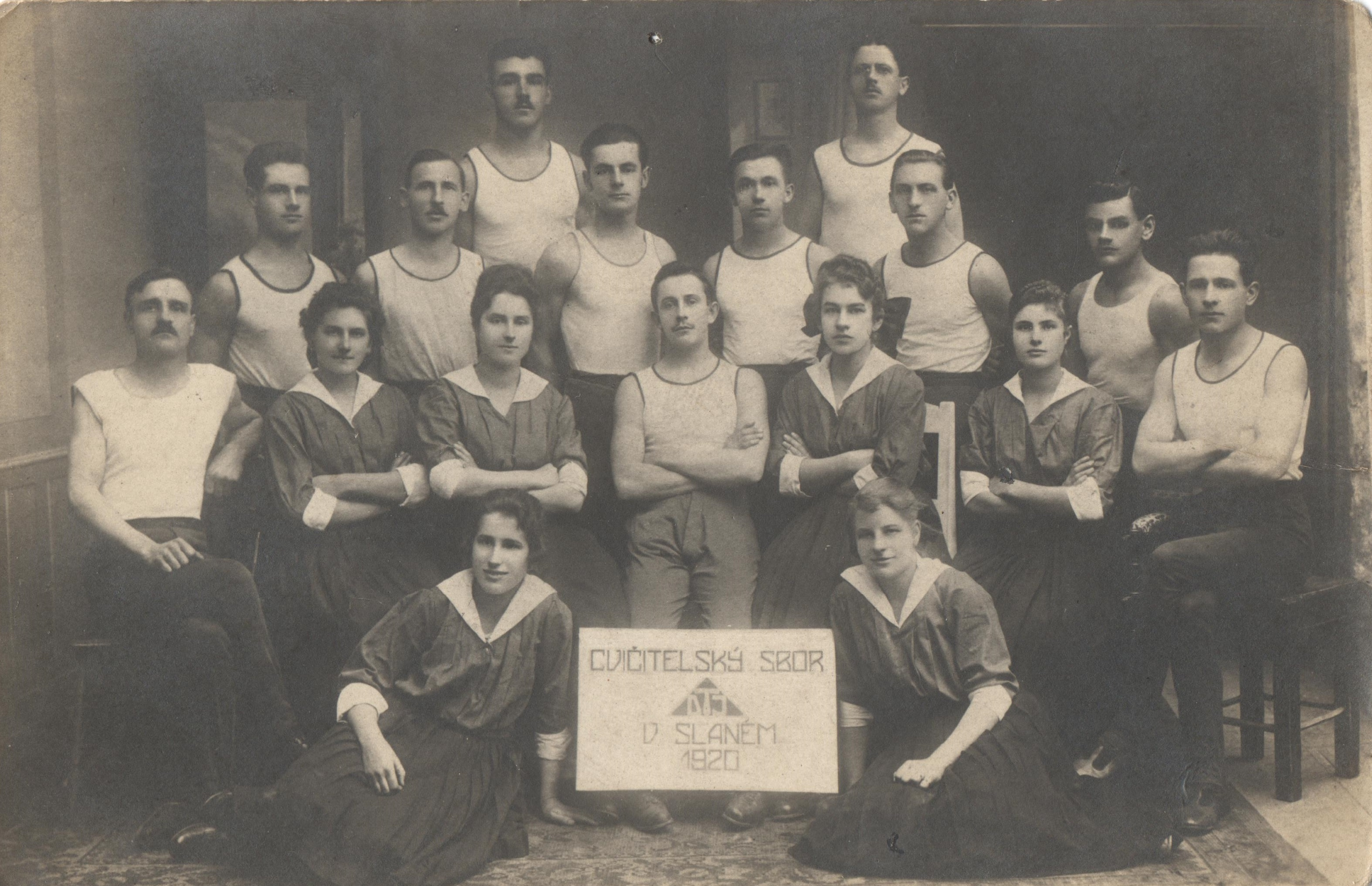
Cvičitelský sbor Dělnické tělocvičné jednoty v Slaném v roce 1920

Dělnická tělocvičná jednota (DTJ, též Dělnická tělovýchovná jednota) je obvyklý název a zkratka organizací patřících k českému a slovenskému hnutí DTJ. Jejich úkolem je tělesná výchova a zdravotní, duchovní a mravní povznesení dělné třídy na ideovém základu demokratického socialismu. Hnutí vzniklo na přelomu 19. a 20. století odštěpením od Sokola, po historii přerušené komunistickou totalitou bylo v českých zemích v 90. letech obnoveno.

## Historie

### Začátky
Roku 1892 vznikl tělocvičný odbor při vzdělávacím spolku krejčovských dělníků v Praze a v roce 1894 Vzdělávací podpůrný tělocvičný spolek Lassalle v Brně-Juliánově a v Králově Poli. Jméno Lassalle převzali od tamního německého dělnického tělocvičného spolku. Brněnský spolek později získal název Dělnická tělocvičná jednota a tento název si osvojilo celé hnutí vznikajících jednot.
V roce 1895 byla založena DTJ v Husovicích, roku 1896 v Židenicích a Líšni u Brna.
Roku 1897 byla ustavena první Dělnická tělocvičná jednota v Praze. Téhož roku vznikly DTJ v Radlicích u Prahy a v Mostě, roku 1898 v Praze VII., na Kladně, ve Vršovicích a v Moravské Ostravě.
Zpočátku byli cvičící dělníci mnohde členy sokolských jednot. Za mezník v odštěpení dělnického tělocvičného hnutí jsou pokládány volby do rakouského Říšského sněmu v roce 1897, kdy poprvé volily i nemajetné vrstvy a sociálně demokratičtí poslanci pak svým tzv. protistátoprávním prohlášením vyhrotili politickou diferenciaci české společnosti a vystoupil proti nim i Sokol, což vedlo k hromadnému odchodu sociálních demokratů ze sokolských jednot. V srpnu 1903, na základě porady z roku 1902, založily existující jednoty Svaz dělnických tělocvičných jednot (SDTJ), který na počátku své existence zahrnul 31 jednot, 1076 členů, 100 členek, 106 dorostenců a 130 žáků. Prvním starostou byl zvolen František Hummelhans. Roku 1903 uspořádal svaz první svazové veřejné cvičení, účastnilo se 180 cvičenců. Roku 1904 se poprvé konal svazový cvičitelský kurs. Roku 1905 se konal druhý valný sjezd a začal být vydáván svazový časopis Tělocvičný ruch. Roku 1908 měl náklad 7000 výtisků. Od roku 1909 vycházely navíc Cvičitelské rozhledy. Roku 1909 byl zaveden pro muže svazový stejnokroj.
V roce 1912, kdy daleko mohutnější Sokol s čtyřnásobnou základnou členů pořádal svůj VI. všesokolský slet, Svaz DTJ měl svůj V. sjezd. O tři roky později se názorově odlišné organizace střetly na půdě pražské radnice kvůli sporu o využití Letenské pláně ke svým cvičením v létě roku 1915. Do sporu o možnost vlivu na cvičící školní mládež se zamíchal i Orel, jenže události I. světové války plány všech zhatily.

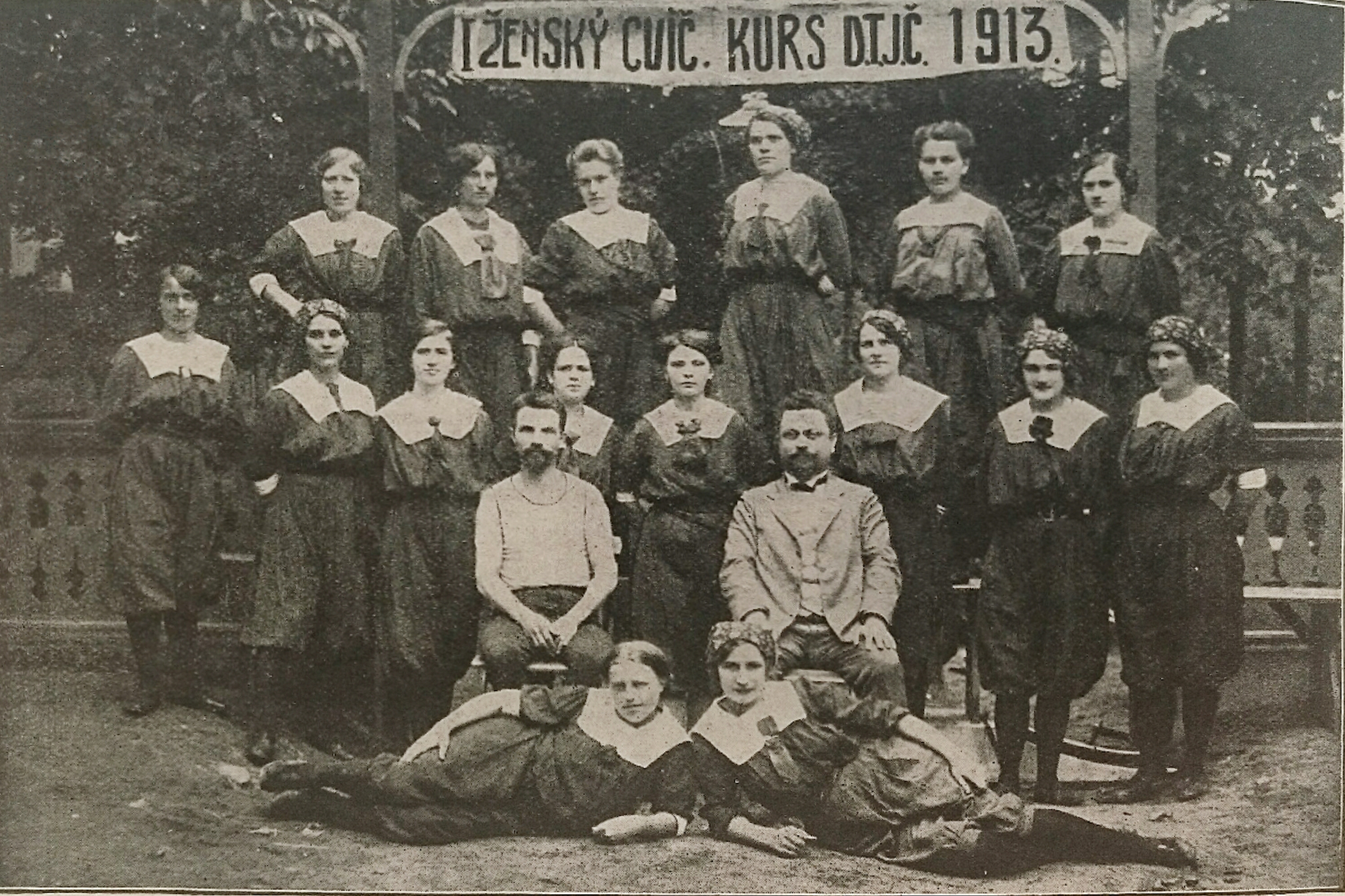
Týdenní cvičitelský kurs, pořádaný pro cvičitelky Dělnických tělocvičných jednot v Modřanech u Prahy (1913)

První slovenské jednoty byly založeny roku 1913 v Prešpurku a v Haliči. Roku 1913 zřídil svaz technický výbor a výchovný výbor a začal se soustavnou osvětovou činností, od roku 1912 vydával časopis Vychovatel. Za první československé republiky vydával svaz pro žactvo časopis Zlatá brána, pro dorost Náš dorost, jednotlivé kraje vydávaly své věstníky (například Jarost v Plzni, Jednotář v Moravské Ostravě, Napred v Bratislavě). V roce 1913 uváděl Svaz DTJ 542 jednot v 28 okresech s 34 283 příslušníky.

### Po roce 1918
Roku 1918 se DTJČ přihlásil do Mezinárodního socialistického svazu pro tělesnou výchovu a sport, který vznikl roku 1913 a později přesídlil z Gentu v Belgii do Prahy. Roku 1921 se konala ve Frankfurtu první mezinárodní Dělnická olympiáda (olympiáda původně plánovaná na rok 1915 byla zrušena kvůli válce). Druhá se konala roku 1927 v Praze, třetí roku 1931 ve Vídni. Svaz DTJO pořádal časté zájezdy do zahraničí.
Ve dnech 12.–29. června 1921 se konala též I. dělnická olympiáda v Praze. Na letenském stadionu cvičilo 23 000 osob – mužů, žen, dorostu i žactva – dále 104 cyklistů a 312 vojínů. Připojilo se i 131 zahraničních hostů z Belgie, Německa i Finska. Ukázky cvičení doplnila slavnostní scéna „Na úsvitě nové doby“, kterou vytvořilo 2500 osob, konaly se i závody v lehké atletice. Program doprovázely společenské večery, koncerty, výstavy či divadelní představení pro dospělé i pro děti.
Ve 30. letech se hnutí dále rozvíjelo a konaly se i další mezinárodní dělnické olympiády.
Zpočátku byl základem tělocvik prostý a na nářadí podle Tyršovy tělocvičné soustavy, svaz odmítal sport jako takový i vrcholové cviky, např. veletoče. Od roku 1924 byly však zavedeny i míčové hry, od roku 1925 plavectví, od roku 1920 skauting pro mládež, v některých krajích pěstovaly DTJ i zimní sporty a tenis. Jednoty konaly i kulturní aktivity, například loutková divadla pro děti, společenské zábavy, výlety apod.
Roku 1929 měl svaz ve 49 okresech 11 031 jednot a 117 622 členů, z toho asi 50 tisíc mužů, 15 tisíc žen, 9 tisíc dorostenců, 7 tisíc dorostenek (dorost byl do 17 let), 18 tisíc žáků a 18 tisíc žaček (do 14 let). Svaz byl členěn na obvody, okresy a kraje. Z podnětu svazu DTJČ bylo založeno Ústředí socialistických organizací tělovýchovných v ČSR.

### Po roce 1945
Za vznikem jednot stáli především sociální demokraté. Těsně před odštěpením komunistické strany od sociální demokracie v roce 1921 proběhl v celostátním vedení svazu i v jednotách souboj o vliv. Sociální demokraté si uchovali vliv na svaz, levičáci založili svou organizaci pod názvem Federace dělnických tělocvičných jednot (FDTJ). Za německé okupace byly DTJ centry protifašistického odboje a někteří její členové spolupracovali s Obranou národa. Po roce 1948 byly zlikvidovány, respektive začleněny do sjednocené tělovýchovy. V 90. letech 20. století, po pádu komunistického režimu, byly některé jednoty obnoveny a vznikl i nový Svaz dělnických tělovýchovných jednot, který některé z obnovených jednot zastřešuje.
Nově pěstují kromě cvičení též atletiku a další sporty a jejich členy jsou zejména střední vrstvy i drobní podnikatelé.